# カフェ・ボヘミアのジャズ・メッセンジャーズ Vol.1
| 専門評論家によるレビュー  | 専門評論家によるレビュー |
| レビュー・スコア          | レビュー・スコア         |
| 出典                      | 評価                     |
| ------------------------- | ------------------------ |
| Allmusic                  | 4/5stars                 |
| The Penguin Guide to Jazz | 3.5/4stars               |

『カフェ・ボヘミアのジャズ・メッセンジャーズ Vol.1』 (At the Cafe Bohemia, Vol. 1) は、ブルーノート・レコードからリリースされたジャズ・メッセンジャーズのライブ・アルバム。アート・ブレイキーが生涯にわたって維持したバンドであるジャズ・メッセンジャーズの結成当初のオリジナル・メンバーによる演奏を、ニューヨークのグリニッジ・ヴィレッジにあった有名なナイトクラブ、カフェ・ボヘミアで、1955年11月23日に収録した2枚のアルバムの1枚目である。
2001年7月31日にリイシューされたCDには、当夜の演奏から、「レディ・バード (Lady Bird)」、「ディサイファリング・ザ・メッセージ (Deciphering the Message)」、「ホワッツ・ニュー (What's New?)」の3曲が追加された。

## 評価
このアルバムは、ジャズ・メッセンジャーズの最初のメンバーによる演奏を記録したものであるが、「バードランドでこのクインテットが披露した強烈さに並ぶもの」にはなっていない、と評されている。特に、テナー・サキソフォーン奏者のハンク・モブレーは「何やら焦点の定まらない型通りの演奏者 (a somewhat unfocused stylist)」になっているという。しかし、トランペット奏者のケニー・ドーハムは「これほどことごとくツボ押さえた演奏は滅多に聞かれないというほど、思いがけない素晴らしさ (elusive brilliance [that] was seldom so extensively captured)」を見せており、バードランドでのライブ・アルバムと同様に、総じて「ただただ聞き入ってしまう (is just as absorbing)」、「今でも古びない永遠の音楽 (still timeless music)」だとされている。

## 収録曲
1. アナウンスメント by アート・ブレイキー - "Announcement by Art Blakey" - 1:32
2. ソフト・ウィンズ - "Soft Winds"（ベニー・グッドマン） - 12:34
3. ザ・テーマ - "The Theme"（ケニー・ドーハム）- 6:11
4. マイナーズ・ホリデイ - "Minor's Holiday"（ケニー・ドーハム）- 9:11
5. アローン・トゥゲザー - "Alone Together"（ハワード・ディーツ、アーサー・シュワルツ）- 4:15
6. プリンス・アルバート - "Prince Albert"（ケニー・ドーハム）- 8:51
（以下は、リイシュー盤のボーナス・トラック）
7. レディ・バード - "Lady Bird" (reissue bonus track)（タッド・ダメロン）- 7:30
8. ホワッツ・ニュー - "What's New?" (reissue bonus track)（ボブ・ハガート、ジョニー・バーク（英語版））- 4:31
9. ディサイファリング・ザ・メッセージ - "Deciphering the Message" (reissue bonus track)（ハンク・モブレー）- 10:13

## パーソネル
- アート・ブレイキー - ドラムス
- ケニー・ドーハム - トランペット
- ハンク・モブレー - テナー・サクソフォーン
- ホレス・シルヴァー - ピアノ
- ダグ・ワトキンス（英語版） - ベース

### 制作スタッフ
- ボブ・ブルーメンソール (Bob Bluementhal)、レナード・フェザー - ライナーノーツ
- マイケル・カスクーナ - リイシュー盤プロデューサー
- ジョン・ハーマンセイダー - カバー・デザイン
- アルフレッド・ライオン - プロデューサー
- ルディ・ヴァン・ゲルダー - デジタル・リマスタリング
- フランシス・ウルフ - 写真